# 赤水文昌宫
文昌宫，位于贵州省赤水市，1945年3月-1946年9月，为大夏大学校本部。现为赤水市文物保护单位，设大夏大学历史陈列馆，由华东师范大学与赤水市人民政府共建。

## 历史
文昌宫原称仁怀厅文庙，始建于清康熙三十三年（1694年），为知县赵洪基创建。同治中，仁怀直隶厅“同知刘侣鹤迁文庙于三台山，迁文昌宫于城南”，即现址。
抗日战争期间，大夏大学迁至贵阳。1944年12月初，日军沿黔桂铁路进逼贵州南部的独山，大夏大学校长王伯群决定动员师生迁至赤水，但因胃病于12月20日去世。新任校长欧元怀上任后立即组织迁校工作，师生取道茅台徒步赶往赤水，于1945年春抵达。3月，当地人将文昌宫大庙让给大夏大学作为校本部，贵州省立赤水中学、私立博文中学、县立女中将部分校舍借给大夏大学，使大夏大学在一个月内得以复课。
当时，赤水没有报纸，大夏大学学生用收音机收听广播，制成《大夏快讯》，张贴在校内外。此外，还有各种专栏、墙报，如中文系学生黄麟佑的《天公报》。大夏大学在赤水举办了21周年校庆及22周年校庆。22周年校庆时，文学院陈湛铨教授撰写《迁校纪念碑》，并刻制成碑。
在赤水文昌宫的一年，大夏大学的学生由800人发展至1797人。1946年9月，大夏大学迁回上海，离开时为当地学校留下了一批教师，及校舍、桌椅、图书、标本和仪器，现仍在使用。

## 保护
2012年夏，华东师范大学暑期实践团队抵达文昌宫时，发现文昌宫已成为标示为“危房”的弃用建筑，便与当地部门取得了联系。当时，文昌宫仅存后殿，非常破败，里面搭建有煤房，杂草繁生、垃圾成堆，大量瓦片不复存在。8月31日，文昌宫遗址被列为赤水市文物保护单位。赤水市已重新规划文昌宫拆建，计划修复原址，设历史陈列馆，并将其申报为省级文物保护单位。2013年，华东师范大学与赤水市人民政府签署了《合作意向协议书》。
贵州省文物保护中心发现，文昌宫是重要的抗战文物，但其周边建筑与文物本体过于接近，两侧民房依托文物本体山墙修建，文物历史环境完全丧失，原址保护难度较大。贵州省文物保护中心建议，根据《文物保护法》和《中国文物古迹保护准则》，另行选址，进行异地迁建。此举既可有效保护现有文物本体，还可根据《仁怀直隶厅志》关于文昌宫的相关记载，结合大夏大学抗战期间流亡办学情况，进行局部或整体复原。同时，与华东师范大学共同对其进行展示利用，形成新的爱国主义教育基地。
2018年4月，华东师范大学与赤水市签约，共同修建文昌宫。赤水市政府将投资数亿，对文昌宫进行动迁改造，恢复大夏大学旧址。
2024年5月17日，大夏大学历史陈列馆揭幕，总面积约550平方米。